# Михайлик Олександр Сергійович
Михайлик Олександр Сергійович (нар. 3 березня 1987, Київ) — український краєзнавець та києвознавець, дослідник історії та церковної, громадської та промислової архітектури України.

## Життєпис
Олександр Михайлик народився в Києві. 1994—2004 навчався у ліцеї № 144. 2009 закінчив Національний педагогічний університет імені М. П. Драгоманова. За фахом викладач соціально-гуманітарних дисциплін.
Вперше зацікавився історією Києва у 13-річному віці. Перші києвознавчі розвідки були опубліковані у 2006 році у районній газеті Солом'янського району міста Києва «Солом'янка» (стаття «Звідки пішла Олександрівська Слобідка»).
Станом на 2018 рік є автором ряду публікацій, присвячених маловідомим сторінкам історії та архітектури Києва (зокрема і для сайту «Хмарочос»). Учасник численних радіопередач («Подорожник», «Мій Київ», «Пункт призначення») та телепрограм («Прогулянки містом», «Київські історії» та інших), присвячених Києву та подорожам Україною, в тому числі Київщиною.
Засновник Фейсбук-групи «Водяні, парові, вітряні млини України та інших країв» (з 2018 року), учасник щорічного фотоконкурсу «Вікі любить пам'ятки».

## Особисте життя
Колекціонує літературу з історії Києва, краєзнавчу літературу, присвячену різним містам та регіонам України. Здійснює численні краєзнавчі подорожі Київщиною та іншими регіонами України. Цікавиться млинологічною спадщиною України.

## Онлайн-лекції та живі лекції
- «Історія громади, місцевості та околиць Протасового яру» (травень 2020)
- «Історія двох і гір і одного яру» (травень 2020)
- «Історія Солом'янського парку» (липень 2020)
- «Історія Олександрівської слобідки» (жовтень 2020)
- «Історія місцевого самоврядування у Києві» (листопад 2020)
- «Солом'янка. Історія твого району» - цикл лекцій в Центральній районній бібліотеці імені Григорія Сковороди (грудень 2023 - 2024 рік)

## Друковані праці

### Книги
- «Втрачені споруди Києва (1992—2016)» (співавтор Кирило Степанець, 2016),
- «Конструктивізм в архітектурі Києва» (співавтор Ігор Однопозов, 2016),
- «Старовинні храми Київщини» (2017),
- «Невідоме Лівобережжя з кінця XIX до середини XX ст.» (співавтори Кирило Степанець та Семен Широчин, перше видання — 2017, друге видання, змінене та доповнене — 2018),
- «Святині Землі Чорнобильської» (співавтор Кирило Степанець, 2018),
- «Наш Солом'янський район» (співавтор Кирило Степанець, ВАРТО, 2018),
- «Невідоме Лівобережжя 1960-1980-ті» (співавтори Семен Широчин та Кирило Степанець, 2018),
- «Невідомі периферії Києва. Солом'янський район» (співавтор Семен Широчин, 2019; друге видання, змінене, розширене та доповнене, SKYHORSE, 2020),
- «Старовинні храми міст і містечок Житомирщини» (2019),
- «Хронологія побудови систем централізованого водопостачання та водовідведення в населених пунктах світу» (співавтор Валентин Кобзар, 2019),
- «Невідомі периферії Києва. Голосіївський район» (співавтор Семен Широчин, SKYHORSE, 2019, додрук зі змінами та доповненнями, 2021),
- «Невідомі периферії Києва. Святошинський район» (співавтор Семен Широчин, SKYHORSE, 2019),
- «Невідомі периферії Києва. Північне Правобережжя» (співавтор Семен Широчин, Самміт-Книга, 2021),
- «Невідомі периферії Києва. Новий Печерськ» (співавтор Семен Широчин, SKYHORSE, 2021),
- «Невідомі периферії Києва. Південне Лівобережжя» (співавтор Семен Широчин, SKYHORSE, 2022),
- «Невідомі периферії Києва. Північне Лівобережжя» (співавтор Семен Широчин, SKYHORSE, 2022),
- «Невідомі периферії Києва. Центральне Лівобережжя» (співавтор Семен Широчин, SKYHORSE, 2022),
- «Старовинні храми міст і містечок Чернігівщини» (2024).

### Публікації в збірниках наукових праць та фахових виданнях
- Михайлик О. Млини Коростишівщини [Текст] / О. Михайлик // Коростишівщина: погляд через століття. Збірник наукових праць. Випуск II - Житомир, 2023, с. 70-88.
- Михайлик О., Булава С. Бібліотечне краєзнавство. Це може і має бути цікавим [Текст] / О. Михайлик, С. Булава // Бібліотечна планета, №2 (108), 2025, с. 6-8.

## Статті, аудіо та відеовиступи
- Кто они — киевские «Прометеи»? [Архівовано 27 жовтня 2018 у Wayback Machine.];
- Храм? В центре? — Под снос! [Архівовано 27 жовтня 2018 у Wayback Machine.];
- «Скромний будиночок» цукрового менеджера [Архівовано 26 жовтня 2018 у Wayback Machine.];
- Історія Русанівки: перший штучний острів у СРСР, дитсадок Мілли Йовович та черги за візочками з авіазаводу [Архівовано 13 вересня 2018 у Wayback Machine.];
- ПУНКТ ПРИЗНАЧЕННЯ: Солом'янка. Повітрофлотський проспект;
- ПУНКТ ПРИЗНАЧЕННЯ: вулиця Липківського;
- Невідомі периферії Києва. Солом'янський район (відео презентації, бібліотека ім. Заблотного);
- ПУНКТ ПРИЗНАЧЕНЯ: Невідомі периферії. Голосіїв
- Ефір на радіо Культура: Невідомі периферії Києва. Голосіївський район [Архівовано 13 жовтня 2019 у Wayback Machine.]
- Невідомі периферії Києва. Голосіївський район (відео презентації, бібліотека ім. Заблотного)
- ПУНКТ ПРИЗНАЧЕННЯ: Русанівка
- Київські історії. Історія освітлення Києва
- Київські історії. Історія київських мостів частина 1
- Київські історії. Історія київських мостів частина 2
- Київські історії. Історія київських мостів частина 3
- Київські історії. Історія бюветів Києва [Архівовано 9 червня 2021 у Wayback Machine.]
- Історія одного храму. Костел Св. Миколая
- Презентація книги "Старовинні храми міст і містечок Чернігівщини"